# Leichtathletik-Länderkämpfe mit bundesdeutscher Beteiligung 1969
| Leichtathletik-Länderkämpfe mit bundesdeutscher Beteiligung 1969 | Leichtathletik-Länderkämpfe mit bundesdeutscher Beteiligung 1969 | Leichtathletik-Länderkämpfe mit bundesdeutscher Beteiligung 1969 | Leichtathletik-Länderkämpfe mit bundesdeutscher Beteiligung 1969 |
| ---------------------------------------------------------------- | ---------------------------------------------------------------- | ---------------------------------------------------------------- | ---------------------------------------------------------------- |
|                                                                  |                                                                  |                                                                  |                                                                  |
| 1. Länderkampf 1969, Geher (Männer): GBR – FRG                   |                                                                  |                                                                  |                                                                  |
| Bexley 3. Mai 1969                                               | Bexley 3. Mai 1969                                               | 1. GBR 2. FRG                                                    | 25 P 19 P                                                        |
| 2. Länderkampf 1969, Straßenlauf (Männer): FRG – NLD – SUI       |                                                                  |                                                                  |                                                                  |
| Burgdorf bei Hannover 18. Mai 1969                               | Burgdorf bei Hannover 18. Mai 1969                               | 1. FRG 2. NLD 3. SUI                                             | 8:20:33,6 h 8:30:16,8 h 8:38:13,6 h                              |
| 3. Länderkampf 1969, Geher (Männer): CSK – FRG                   |                                                                  |                                                                  |                                                                  |
| Prešov 31. Mai / 1. Juni 1969                                    | Prešov 31. Mai / 1. Juni 1969                                    | 1. FRG 2. CSK                                                    | 27 P 17 P                                                        |
| 4. Länderkampf, Zehnkampf (Männer): FRG – URS                    |                                                                  |                                                                  |                                                                  |
| Heidelberg 31. Mai / 1. Juni 1969                                | Heidelberg 31. Mai / 1. Juni 1969                                | 1. URS 2. FRG                                                    | 61.134 P 58.617 P                                                |
| 5. Länderkampf 1969, Fünfkampf (Frauen): FRG – URS               |                                                                  |                                                                  |                                                                  |
| Heidelberg 31. Mai / 1. Juni 1969                                | Heidelberg 31. Mai / 1. Juni 1969                                | 1. URS 2. FRG                                                    | 22.822 P 22.508 P                                                |
| 6. Länderkampf 1969, Frauen: Skandinavien – FRG                  |                                                                  |                                                                  |                                                                  |
| Kopenhagen 16. Juni 1969                                         | Kopenhagen 16. Juni 1969                                         | 1. FRG 2. Skandinavien                                           | 79 P 56 P                                                        |
| 7. Länderkampf 1969, Männer: FRG – FRA                           |                                                                  |                                                                  |                                                                  |
| Osnabrück 21. Juni 1969                                          | Osnabrück 21. Juni 1969                                          | 1. FRG 2. FRA                                                    | 205 P 204 P                                                      |
| 8. Länderkampf 1969, Fünfkampf (Frauen): FRG – NLD               |                                                                  |                                                                  |                                                                  |
| Bergisch Gladbach 21./22. Juni 1969                              | Bergisch Gladbach 21./22. Juni 1969                              | 1. FRG 2. NLD                                                    | 17.851 P 17.714 P                                                |
| 9. Länderkampf 1969, Frauen: ROU – FRG                           |                                                                  |                                                                  |                                                                  |
| Constanța 29. Juni 1969                                          | Constanța 29. Juni 1969                                          | 1. FRG 2. ROU                                                    | 76 P 59 P                                                        |
| 10. Länderkampf 1969, Geher (Männer): SUI – FRG – FRA            |                                                                  |                                                                  |                                                                  |
| La Chaux-de-Fonds 29. Juni 1969                                  | La Chaux-de-Fonds 29. Juni 1969                                  | 1. FRG 2. FRA 3. SUI                                             | 37 P 28 P 27 P                                                   |
| 11. Länderkampf 1969, Männer: FIN – FRG                          |                                                                  |                                                                  |                                                                  |
| Helsinki 16./17. Juli 1969                                       | Helsinki 16./17. Juli 1969                                       | 1. FIN 2. FRG                                                    | 115 P 108 P                                                      |
| 12. Länderkampf 1969, Männer: HUN – FRG                          |                                                                  |                                                                  |                                                                  |
| Budapest 19./21. Juli 1969                                       | Budapest 19./21. Juli 1969                                       | 1. FRG 2. HUN                                                    | 120,5 P 91,5 P                                                   |
| 13. Länderkampf 1969, Männer: FRG – USA                          |                                                                  |                                                                  |                                                                  |
| Augsburg 5./6. August 1969                                       | Augsburg 5./6. August 1969                                       | 1. USA 2. FRG                                                    | 133 P 103 P                                                      |
| 14. Länderkampf 1969, Frauen: FRG – USA                          |                                                                  |                                                                  |                                                                  |
| Augsburg 5./6. August 1969                                       | Augsburg 5./6. August 1969                                       | 1. FRG 2. USA                                                    | 68 P 66 P                                                        |
| 15. Länderkampf 1969, Männer: FRG – GBR                          |                                                                  |                                                                  |                                                                  |
| Hamburg 27./28. September 1969                                   | Hamburg 27./28. September 1969                                   | 1. FRG 2. GBR                                                    | 115 P 97 P                                                       |
| 16. Länderkampf 1969, Frauen: FRG – GBR                          |                                                                  |                                                                  |                                                                  |
| Hamburg 27./28. September 1969                                   | Hamburg 27./28. September 1969                                   | 1. GBR 2. FRG                                                    | 73 P 62 P                                                        |
| 17. Länderkampf, Zehnkampf (Männer): SUI – FRG – FRA             |                                                                  |                                                                  |                                                                  |
| Bern 4./5. Oktober 1969                                          | Bern 4./5. Oktober 1969                                          | 1. FRG 2. SUI 3. FRA                                             | 58 P 38 P 25 P                                                   |
| Chronik                                                          |                                                                  |                                                                  |                                                                  |
| ← Länderkämpfe 1968                                              | ← Länderkämpfe 1968                                              | Länderkämpfe 1970 →                                              | Länderkämpfe 1970 →                                              |

Im Jahr 1969 wurden siebzehn Leichtathletikländerkämpfe mit bundesdeutscher Beteiligung ausgetragen. Damit wurde die Höchstzahl aus der Saison 1961 zum ersten Mal wieder erreicht.
Nicht aufgeführt sind der sogenannte „Lugano-Cup“, ein Weltcup der Geher unter dem Dach des Weltleichtathletikverbands (früher: IAAF), sowie der ab 1965 unter Regie des Europäischen Leichtathletikverbands durchgeführte Leichtathletik-Europacup. Hier handelt es sich um Veranstaltungen, die als eigene Wettbewerbe ähnlich wie auch der Leichtathletik-Continentalcup (ab 1977) und der Geher-Europacup (ab 1996) außerhalb der üblichen Länderkämpfe durchgeführt wurden.
Aufgeführt sind hier die Länderkämpfe bundesdeutscher Leichtathleten. Die Sportler der DDR führten nach der deutschen Teilung im Jahr 1949 eigene Veranstaltungen durch.
Die Frauen bestritten in dieser Saison mit sechs Vergleichen so viele Länderkämpfe wie nie zuvor. Die Männer traten elf Mal zu Vergleichen an. Von den Männerbegegnungen wurden drei von den Gehern, zwei von den Zehnkämpfern und einer von den Straßenläufern bestritten. Die restlichen fünf Aufeinandertreffen der Männer fanden ebenso wie vier der Frauenländerkämpfe in Form von Veranstaltungen mit einer Mischung allgemeiner leichtathletischer Disziplinen statt. Zwei Vergleiche der Frauen wurden von den Fünfkämpferinnen bestritten.

## Boykott der Europameisterschaften
Höhepunkt des Jahres, auf den die Saisongestaltung ausgerichtet war, sollten eigentlich die Europameisterschaften Mitte September in Athen sein. Doch nachdem die Athleten bereits angereist waren, wurde eine Sperre gegen den zwei Jahre zuvor aus der DDR geflüchteten Mittel- und Langstreckenläufer Jürgen May, der vom DLV für die EM-Teilnahme gemeldet war, ausgesprochen. Daraufhin entschieden sich die bundesdeutschen Athleten dazu, mit Ausnahme der Staffeln nicht bei diesen Europameisterschaften anzutreten.

## Bilanz
In der Saison 1969 gab es für die bundesdeutschen Männer in ihren elf Länderkämpfen vier Niederlagen:
- Geher-Länderkampf gegen Großbritannien am 3. Mai in Bexley
- Zehnkampf-Länderkampf gegen die Sowjetunion am 31. Mai / 1. Juni in Heidelberg
- Leichtathletik-Länderkampf gegen Finnland am 16./17. Juli in Helsinki
- Leichtathletik-Länderkampf gegen die USA am 5./6. August in Augsburg

Die weiteren sieben Männerbegegnungen entschieden die bundesdeutschen Athleten für sich. Die Männer hatten damit am Ende der Saison in ihren seit dem ersten Länderkampf 1921 insgesamt 246 Vergleichen 199 Siege und drei Unentschieden erzielt sowie 44 Niederlagen erlitten. Nur gegen die USA hatte Deutschland weiterhin keinen Erfolg vorzuweisen.
Die Frauen erlitten in ihren sechs Länderkämpfen dieser Saison zwei Niederlagen:
- Fünfkampf-Länderkampf gegen die Sowjetunion am 31. Mai / 1. Juni in Heidelberg
- Leichtathletik-Länderkampf gegen Großbritannien am 27./28. September in Hamburg

Ihre vier weiteren Aufeinandertreffen beendeten die bundesdeutschen Leichtathletinnen jeweils siegreich. Damit hatten sie seit dem ersten Frauenländerkampf 1928 in 77 Aufeinandertreffen jetzt insgesamt 59 Siege errungen, ein Unentschieden erzielt und siebzehn Niederlagen hinnehmen müssen. Eine negative Bilanz hatten sie gegenüber England, der Sowjetunion und dem Britischen Empire, alle anderen Bilanzen waren positiv.
In der Gesamtsumme aller Länderkämpfe mit deutscher bzw. bundesdeutscher Beteiligung hatten Deutschlands Leichtathleten von 323 Vergleichen 258 gewonnen, 61 verloren und vier Unentschieden erzielt. Acht der Niederlagen stammten dabei aus zweiten Plätzen in Begegnungen mit mehr als zwei Nationen.

## Verschiedene Formen von Länderkämpfen
Weiterhin gab es vier verschiedene Arten von Länderkämpfen:
1. Vergleiche mit einer Mischung von Disziplinen aus dem allgemeinen leichtathletischen Programm
Jede Nation war in der Regel mit zwei Athleten je Disziplin vertreten. Bei den Männern waren hier zwanzig Wettbewerbe zum Standard geworden. Aus dem olympischen Wettbewerbskatalog fehlten dabei nur der Marathonlauf, die beiden Gehwettbewerbe und der Zehnkampf. Der Länderkampfdisziplinkatalog bei den Frauen hatte bis 1968 standardmäßig aus elf Disziplinen bestanden und war mit den damals bei Olympischen Spielen angebotenen Frauenwettbewerben identisch. Von 1969 an gab es hier Veränderungen: (1) Mit dem 1500-Meter-Lauf sowie der 4-mal-400-Meter-Staffel wurden zwei neue Wettbewerbe, die bei den diesjährigen Europameisterschaften in das Programm aufgenommen wurden, mit in den Katalog der Frauenländerkämpfe integriert. Damit erhöhte sich die Zahl der Disziplinen auf dreizehn. (2) Der 80-Meter-Hürdenlauf wurde ab 1969 überall ersetzt durch den 100-Meter-Hürdenlauf. Das war auch bei den Länderkämpfen der Fall. In seltenen Fällen gab es sowohl bei den Frauen als auch bei den Männern Abweichungen vom Standard in Form von Hinzunahme oder Weglassen einzelner Disziplinen. Manchmal waren nach Absprache der beteiligten Länder auch drei Athleten je Disziplin vertreten. In Fällen mit mehr als zwei beteiligten Ländern startete in der Regel meist nur ein Athlet je Wettbewerb.
2. Vergleiche im Mehrkampf – bei den Frauen im Fünfkampf, bei den Männern im Zehnkampf
Die Zahl der Vertreter je Land war dabei nicht standardisiert. In der Regel wurden von den gestarteten Teilnehmern nicht alle gewertet. Bei vier Vertretern je Disziplin beispielsweise wurden meist die drei Besten gewertet.
3. Vergleiche der Geher
Diese Begegnungen wurden in Form von Straßengehen ausgetragen. Es kamen zwei Disziplinen zur Austragung, ein Wettkampf über 20 Kilometer und ein Wettkampf über eine längere Distanz, die manchmal über 35 und manchmal über 50 Kilometer führte. Bezüglich der Teilnehmerzahl je Land und Wettbewerb wurde verfahren wie in den Mehrkämpfen.
4. Vergleiche im Straßenlauf
Ausgetragen wurde ein Rennen über dreißig Kilometer. Auch hier wurde bezüglich der Teilnehmerzahl je Land verfahren wie in den Mehrkämpfen.

## Wertungsmodus
Die Regeln zur Punktevergabe wurden ohne Ausnahme nach dem üblichen Wertungssystem angewendet. In den Einzeldisziplinen lautete der Standard der Punktevergabe: Platz 1: 5 P, Pl. 2: 3 P, Pl. 4: 1 P. In den Staffeln wurden nach dem Standard fünf zu zwei Punkte vergeben. In weiteren Begegnungen mussten aufgrund anderer Rahmenbedingungen – mehr als zwei Teilnehmer je Nation in der Wertung oder mehr als ein Gegnerland – andere Regeln zur Punktevergabe zur Anwendung kommen. In den Mehrkämpfen wurden die Begegnungen entweder wie in anderen Begegnungen über die Platzierungen oder die Addition der im Wettkampf erzielten Punkte gewertet. Ähnlich wurde in den Straßenlauf-Länderkämpfen verfahren. Dort wurde entweder über die Platzierungen oder über die Addition der erzielten Zeiten gewertet.

## Geher-Länderkampf der Männer gegen Großbritannien
Der erste Vergleich des Jahres 1969 am 3. Mai in Bexley war eine Begegnung der Geher. Zum ersten Mal kam es zu einem Aufeinandertreffen mit den Gehern aus Großbritannien in einem Zweiländervergleich. Im Vorjahr waren die beiden Teams schon einmal aufeinandergetroffen, als mit der Tschechoslowakei ein drittes Land mit am Wettkampf beteiligt war. Damals hatten die britischen Sportler knapp vor den bundesdeutschen Vertretern gelegen. Hier in Bexley musste sich die Bundesrepublik Deutschland wie im Dreiländervergleich des letzten Jahres seinen Kontrahenten geschlagen geben. Großbritannien siegte am Ende mit 25 zu neunzehn Punkten.

## Straßenlauf-Länderkampf der Männer gegen die Niederlande und die Schweiz
Im zweiten Vergleich des Jahres 1969 wurde der siebte Straßenlauf-Länderkampf zwischen den drei Nationen BR Deutschland, Niederlande und Schweiz veranstaltet. Die Begegnung wurde am 18. Mai in Burgdorf bei Hannover ausgetragen. Die ersten sechs Aufeinandertreffen seit 1963, als Luxemburg als vierte Nation dabei gewesen war, hatte das bundesdeutsche Team für sich entschieden. Die Niederlande hatten von 1963 bis 1965 sowie 1967 und 1968 jeweils den zweiten Platz belegt. Auch hier in Burgdorf gab es wieder einen bundesdeutschen Sieg. Mit einem Rückstand von ca. neuneinhalb Minuten kam die Niederlande wieder auf den zweiten Platz. Knapp weitere acht Minuten dahinter belegte die Schweiz den dritten Platz.

## Geher-Länderkampf der Männer gegen die Tschechoslowakei
Der dritte Länderkampf dieser Saison war wie der erste ein Vergleich der Geher. Am 31. Mai / 1. Juni traten die bundesdeutschen Sportler gegen die Athleten aus der Tschechoslowakei an. Ausgetragen wurde der Wettkampf in der tschechoslowakischen Stadt Prešov. In einer Begegnung zwischen zwei Ländern waren die beiden Teams noch nie zuvor aufeinander getroffen, doch im letzten Jahr hatte es einen Vergleich gegeben, an dem als dritte Nation Großbritannien beteiligt gewesen war und vor Deutschland gewonnen hatte. Auch hier in Prešov lag die Bundesrepublik Deutschland wieder vor seinem Kontrahenten und siegte mit 27 zu siebzehn Punkten.

## Zehnkampf-Länderkampf der Männer gegen die Sowjetunion
Der vierte Vergleich bestand in einem Aufeinandertreffen der bundesdeutschen Zehnkämpfer. In Heidelberg traten sie am 31. Mai / 1. Juni mit der Sowjetunion gegen einen starken Gegner an. Bedingt durch einige Karriereenden waren die bundesdeutschen Zehnkämpfer dagegen nicht mehr so hoch einzuschätzen wie in den Jahren zuvor. Zweimal waren die beiden Zehnkampfteams vorher aufeinander getroffen. Beide Male hatte die Bundesrepublik Deutschland knapp vorne gelegen. Diesmal allerdings gab es eine Niederlage. Die Sowjetunion gewann die Begegnung mit 61.134 zu 58.617 Punkten deutlich. Auch die Frauen trugen am selben Termin und selben Ort einen Mehrkampf gegen denselben Gegner aus.

## Fünfkampf-Länderkampf der Frauen gegen die Sowjetunion
Die bundesdeutschen Fünfkämpferinnen bestritten am 31. Mai / 1. Juni in Heidelberg einen Länderkampf mit der Sowjetunion. Für sie war es die erste Begegnung mit diesen starken Kontrahentinnen. Hier war der Ausgang jedoch sehr viel enger als im Mehrkampf-Vergleich der Männer. Die sowjetischen Athletinnen behielten mit 22.822 zu 22.508 Punkten knapp die Oberhand.

## Leichtathletik-Länderkampf der Frauen gegen Skandinavien
Auch im sechsten Vergleich waren wieder die Frauen an der Reihe. Sie wiederholten die im Vorjahr zum ersten Mal ausgetragene Begegnung mit einem Team aus Skandinavien, das sich aus Vertreterinnen der Länder Dänemark, Finnland, Norwegen und Schweden zusammensetzte. Gastgeber war am 16. Juni die dänische Hauptstadt Kopenhagen. Wie schon im letzten Jahr setzten sich die bundesdeutschen Leichtathletinnen durch mit diesmal 79 zu 56 Punkten.

## Leichtathletik-Länderkampf der Männer gegen Frankreich
Im siebten Vergleich trafen die bundesdeutschen Männer zum bereits 21. Mal auf Frankreich. Die Begegnung wurde am 21. Juni in Osnabrück ausgetragen. Sämtliche vorangegangenen Aufeinandertreffen waren an die Bundesrepublik Deutschland gegangen. Diesmal lag die Bundesrepublik zwar auch wieder vorn, der Ausgang war jedoch mit 205 zu 204 Punkten äußerst eng.

## Fünfkampf-Länderkampf der Frauen gegen die Niederlande
Im achten Vergleich des Jahres trugen die Frauen am 21./22. Juni ihren zweiten Fünfkampf-Länderkampf dieser Saison aus. In Bergisch Gladbach traten sie gegen die Niederlande an. Es war die zweite Begegnung der beiden Länder in einem Fünfkampf, die erste hatte die Bundesrepublik Deutschland knapp verloren. Auch diesmal war das Ergebnis knapp, aber die bundesdeutschen Athletinnen konnten sich mit 17.851 zu 17.714 Punkten behaupten.

## Leichtathletik-Länderkampf der Frauen gegen Rumänien
Im neunten Länderkampf des Jahres traten die Frauen in Rumänien an. Diese erste Begegnung der beiden Länder in einem Frauenländerkampf wurde am 29. Juni in Constanța ausgetragen. Mit 76 zu 59 Punkten gab es einen Sieg der bundesdeutschen Leichtathletinnen.

## Geher-Länderkampf der Männer gegen die Schweiz und Frankreich
Am selben Termin wie der Länderkampf der Frauen gegen Rumänien bestritten die bundesdeutschen Geher ihren dritten und letzten Vergleich dieser Saison. Am 29. Juni trafen sie auf die Schweiz und Frankreich. Die ersten beiden Aufeinandertreffen zwischen diesen drei Ländern hatte die Bundesrepublik Deutschland jeweils für sich entschieden. Im Schweizer Ort La Chaux-de-Fonds war das auch diesmal so, die Bundesrepublik siegte mit 37 Punkten vor Frankreich (28 Punkte) und der Schweiz (27 Punkte).

## Leichtathletik-Länderkampf der Männer gegen Finnland
Nach einer längeren Pause trafen die bundesdeutschen Männer im elften Vergleich der Saison wieder einmal auf Finnland. Das letzte Aufeinandertreffen mit diesem Gegner hatte 1961 stattgefunden. Am 16./17. Juli trafen sich die Leichtathleten der beiden Länder wie zuletzt in der finnischen Hauptstadt Helsinki. Von den acht vorangegangenen Begegnungen hatte die Bundesrepublik Deutschland sechs und Finnland zwei gewonnen. Häufig war der Ausgang eng gewesen. Auch in diesem Jahr lagen die beiden Teams nur sieben Punkte auseinander, Finnland siegte mit 115 zu 108 Punkten.

## Leichtathletik-Länderkampf der Männer gegen Ungarn
Nur drei Tage nach dem Länderkampf gegen Finnland traten die bundesdeutschen Männer m zwölften Vergleich des Jahres gegen Ungarn an. Die achte Begegnung der beiden Nationen wurde am 19./21. Juli in der ungarischen Hauptstadt Budapest ausgetragen. Sieben Mal war die Bundesrepublik Deutschland zuvor siegreich über Ungarn gewesen und auch in diesem Jahr gelang den bundesdeutschen Leichtathleten mit 120,5 zu 91,5 Punkten wieder ein Erfolg.

## Leichtathletik-Länderkampf der Männer gegen die USA
In Augsburg kam es am 5./6. August zum letzten Länderkampf vor den Europameisterschaften, die gut einen Monat danach stattfanden. Zum sechsten Mal trafen die bundesdeutschen Männer hier auf die stärkste Leichtathletiknation der Welt. Alle bisherigen Vergleiche hatten die US-amerikanischen Gegner für sich entschieden. Auch in Augsburg erwies sich das US-Team als zu stark für die bundesdeutschen Leichtathleten. Mit 103 zu 133 Punkten gab es damit die dritte Länderkampfniederlage der laufenden Saison für die bundesdeutschen Männer. Auch die Frauen bestritten gemeinsam mit den Männern in getrennter Wertung einen Wettkampf mit den US-Amerikanerinnen.

## Leichtathletik-Länderkampf der Frauen gegen die USA
Die bundesdeutschen Frauen bestritten am 5./6. August ihren eigenen Länderkampf, den letzten vor den Europameisterschaften, gegen die USA. Es war das vierte Aufeinandertreffen der beiden Länder, das wie der Männerländerkampf in Augsburg stattfand. Zwei der vorangegangenen Begegnungen hatten die bundesdeutschen Leichtathletinnen für sich entschieden, eine die US-Amerikanerinnen. In diesem Jahr gab es wieder einen sehr knappen Ausgang, aber ^die Bundesrepublik Deutschland verbuchte mit 68 zu 66 Punkten den dritten Sieg gegen diese Gegnerinnen.

## Leichtathletik-Länderkampf der Männer gegen Großbritannien
Den fünfzehnten Jahresvergleich trugen die bundesdeutschen Männer gegen Großbritannien aus. Am 27./28. September kam es in Hamburg zum ersten Länderkampf nach den Europameisterschaften, die mit dem Boykott einen so unglücklichen Verlauf für die bundesdeutschen Leichtathleten genommen hatten. Acht der vorangegangenen Aufeinandertreffen hatte die Bundesrepublik Deutschland siegreich beenden können, eins war an Großbritannien gegangen. In Hamburg gab es mit 115 zu 97 Punkten den neunten bundesdeutschen Erfolg. Parallel traten auch die Frauen am selben Ort zum selben Termin wieder einmal gegen denselben Gegner an.

## Leichtathletik-Länderkampf der Frauen gegen Großbritannien
Es war der sechzehnte Vergleich in dieser Saison, den die bundesdeutschen Frauen gleichzeitig mit den Männern am 27./28. September in Hamburg gegen Großbritannien bestritten. Zum elften Mal wurde diese Begegnung ausgetragen, die Zwischenbilanz lautete sechs zu vier für die Bundesrepublik Deutschland. Mit 62 zu 73 Punkten mussten die bundesdeutschen Sportlerinnen in Hamburg ihre zweite Saisonniederlage hinnehmen.

## Zehnkampf-Länderkampf der Männer gegen die Schweiz und Frankreich
Der siebzehnte und letzte Länderkampf des Jahres bestand wie 1968 in einem Zehnkampf-Vergleich mit der Schweiz und Frankreich. Die Geher der drei Nationen hatten sich in dieser Saison am 29. Juni in La Chaux-de-Fonds getroffen und mit der Schweiz hatte es am 18. Mai in Burgdorf eine Begegnung der Straßenläufer gegeben, bei der außerdem die Niederlande dabei waren. Im Zehnkampf trugen die Schweiz, Frankreich und die Bundesrepublik Deutschland nun ihren bereits sechsten Länderkampf aus. Jeden dieser Wettkämpfe hatten die bundesdeutschen Zehnkämpfer für sich entschieden. Auch diesmal gab es mit einem bundesdeutschen Sieg wieder einen erfolgreichen Jahresabschluss. Die Bundesrepublik Deutschland hatte am Ende 58 Punkte gesammelt, die Schweiz kam als Zweiter auf 38 und Frankreich als Dritter auf 25 Punkte.